# Francesco Cantucci
Francesco Cantucci (falecido a 26 de novembro de 1586) foi um prelado católico romano que serviu como bispo de Loreto (1586).

## Biografia
No dia 23 de março de 1586, Francesco Cantucci foi nomeado durante o papado de Sisto V como Bispo de Loreto. A 30 de março de 1586, foi consagrado bispo por Decio Azzolini (senior), bispo de Cervia. Cantucci serviu como Bispo de Loreto até à sua morte a 26 de novembro de 1586.